# قرار مجلس الأمن التابع للأمم المتحدة رقم 870
قرار مجلس الأمن التابع للأمم المتحدة رقم 870، الذي تم تبنيه بالإجماع في 1 أكتوبر 1993، بعد إعادة التأكيد على القرار 743 (1992) والقرارات اللاحقة المتعلقة بقوة الأمم المتحدة للحماية، قام المجلس، بموجب الفصل السابع من ميثاق الأمم المتحدة، بتمديد ولاية قوة الأمم المتحدة للحماية لفترة إضافية تنتهي في 5 تشرين الأول / أكتوبر 1993.
وكرر المجلس تصميمه على ضمان أمن قوة الأمم المتحدة للحماية وحرية تنقلها لجميع بعثاتها في البوسنة والهرسك وكرواتيا.

## روابط خارجية
- نص القرار في undocs.org